# Boeing Model 6
Le Boeing Model 6, aussi connu comme le B-1 est un petit hydravion biplan dessiné par William E. Boeing peu de temps après la Première Guerre mondiale.